# География ЦАР

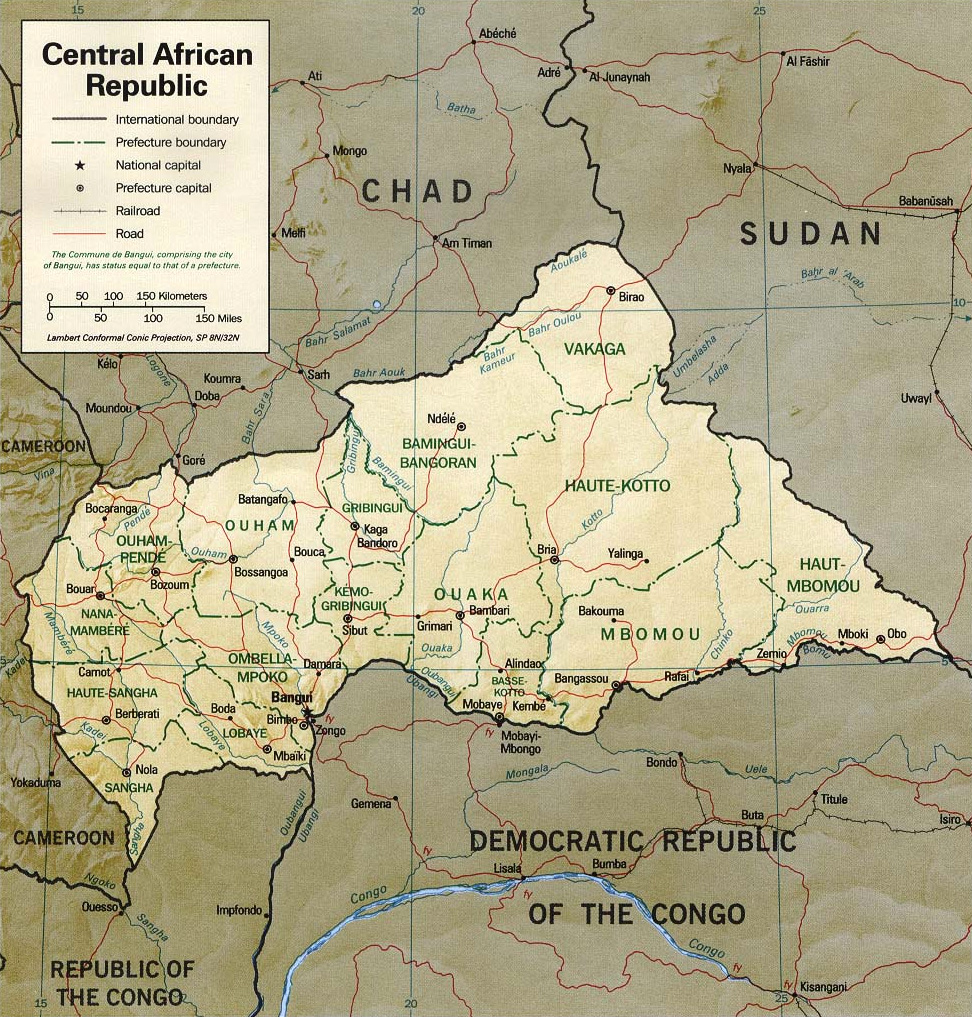
Карта Центральноафриканской Республики

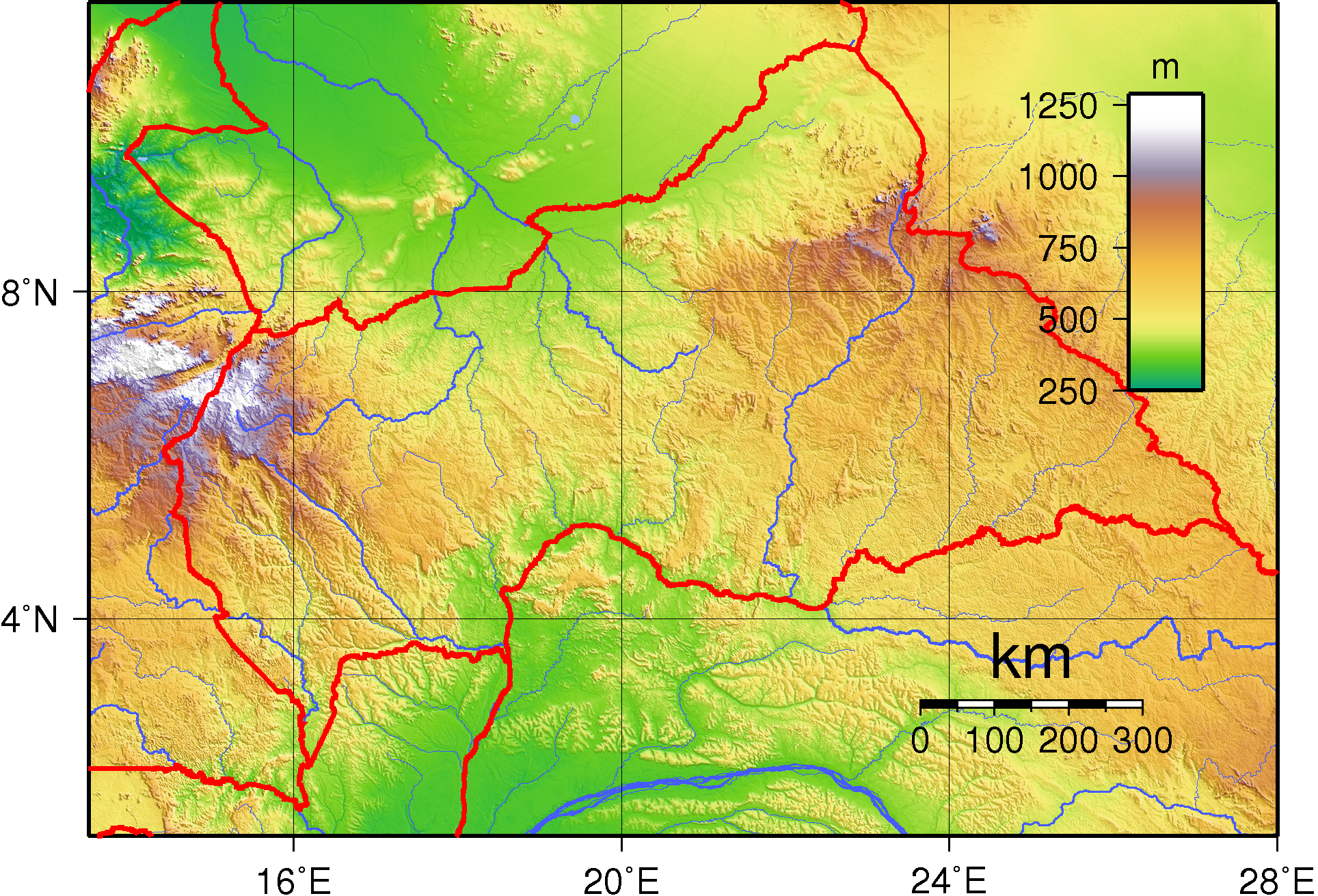
Топографическая карта Центральноафриканской Республики

Центральноафриканская Республика (ЦАР) — государство в Центральной Африке, не имеющее выхода к морю. Граничит на востоке с Суданом и Южным Суданом, на юге — с Демократической Республикой Конго (ДРК), на юго-западе — с Республикой Конго (РК), на западе с Камеруном и на севере — с Чадом.

## География
Занимает площадь 622 984 км².
Общая длина государственной границы составляет 5203 км. Протяжённость границ с Камеруном — 797 км, с Чадом — 1197 км, Демократической Республикой Конго — 1577 км, c Республикой Конго — 467 км, с Южным Суданом — 682 км, с Суданом — 483 км.
Самая высокая точка — гора Нгуи (Нгауи, фр. Mont Ngaoui) — 1410 м, самая низкая — 335 м (река Убанги на границе с ДРК).
Поверхность страны представляет собой волнистое плоскогорье высотой от 600 до 900 метров, разделяющее бассейны реки Конго и озера Чад. В его пределах выделяют восточную и западную части. Восточная часть имеет общий уклон к югу, к рекам Мбому (Бому) и Убанги. На севере находится массив Фертит, состоящий из групп изолированных гор и хребтов (высотой более 900 метров) Абурасейн, Дар-Шалла и Монго (свыше 1370 м). На юге местами возвышаются скальные останцы (местное название — «кагас»). Главные реки на востоке страны — Шинко и Мбари — судоходны в нижних течениях; выше прохождению судов препятствуют пороги. На западе плоскогорья расположены массив Яде, продолжающийся в Камеруне, отдельные останцы-кагас и субширотно ориентированные горсты, ограниченные разломами. Пологоволнистое плато, сложенное белыми песчаниками, простирается между Берберати, Буаром и Бодой.

### Климат
Климат и растительность меняются с севера на юг. Только на юго-западе сохранились густые влажные тропические леса; по направлению к северо-востоку леса по долинам рек сменяются саванновыми редколесьями и злаковниками. На севере среднее годовое количество осадков составляет 1250 мм в год, они выпадают преимущественно с июля по сентябрь, а также в декабре-январе. Средняя годовая температура +27 °С, а на юге — +25 °С. Среднее годовое количество осадков превышает 1900 мм; влажный сезон длится с июля по октябрь; декабрь и январь — сухие месяцы.

### Животный мир

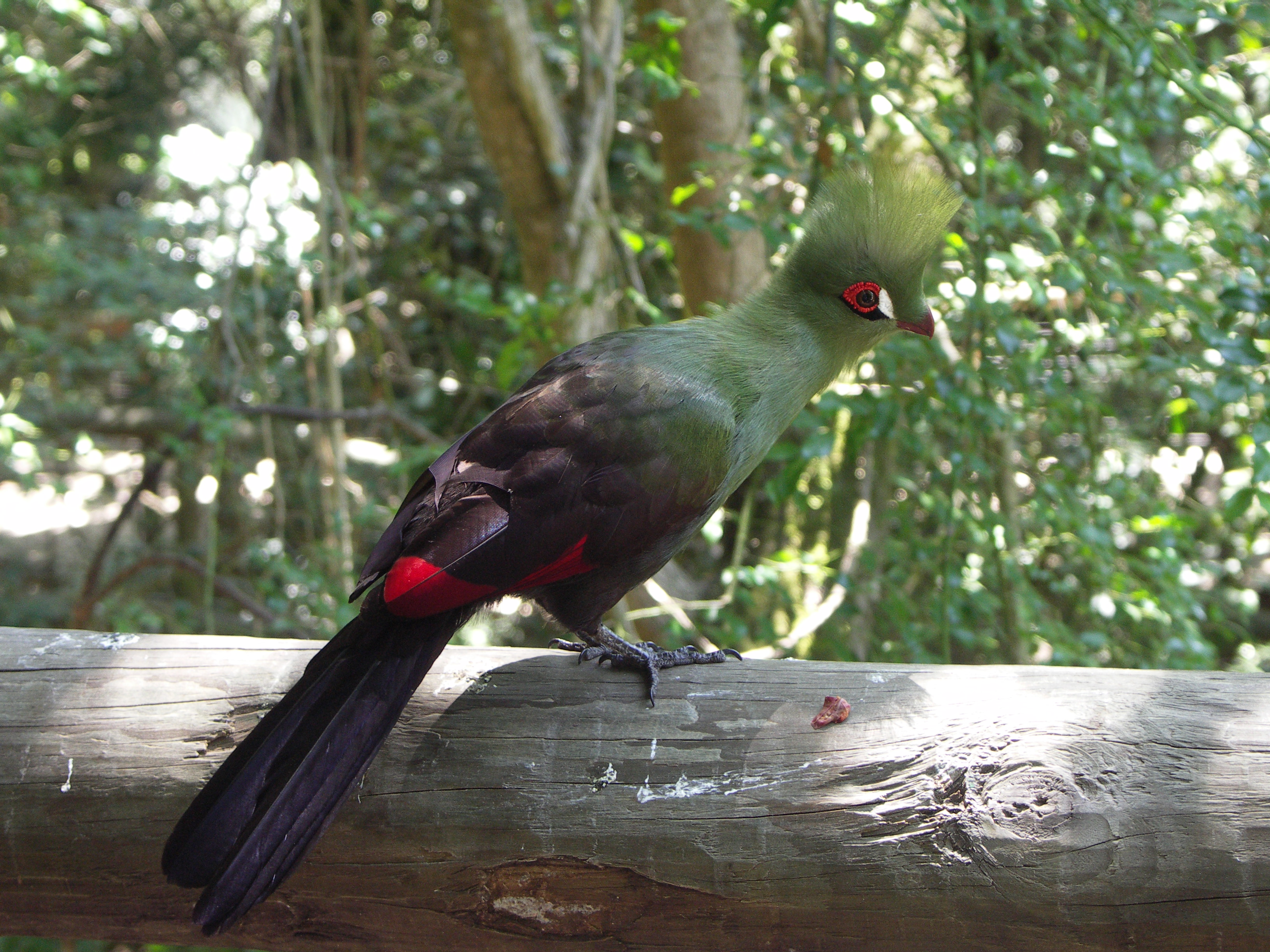
Гвинейский турако

В составе животного мира много крупных млекопитающих: слоны, носороги, буйволы, антилопы, жирафы; из хищников характерны львы, леопарды, шакалы, гиены, гиеновидные собаки. В густых лесах — обилие обезьян. В реках водятся бегемоты и крокодилы.
На территории ЦАР обитают 765 видов птиц: множество попугаев (жако, попугай краймера, неразлучнки), турачи, поганки, гвинейские турако, сипуха, горихвостка, иглохвосты, птицы-мыши.